# Грабьё (Октябрьский район)
Грабьё (бел. Граб'ё) — деревня в Ломовичском сельсовете Октябрьского района Гомельской области Белоруссии.

## География

### Расположение
В 22 км от Октябрьского, 29 км от железнодорожной станции Рабкор (на ветке Бобруйск — Рабкор от линии Осиповичи — Жлобин), 252 км от Гомеля.

## Гидрография
На западе и севере — мелиоративные каналы.

## Транспортная сеть
На автомобильной дороге Октябрьский — Озаричи. Работали клуб, библиотека, магазин. Планировка состоит из прямолинейной улицы, ориентированной с юго-запада на северо-восток и застроенной деревянными усадьбами.

## История
По письменным источникам известна с XVI века как селение в Минском воеводстве Великого княжества Литовского. В 1560 году упомянута в связи с межеванием, которое здесь проводилась. В 1750 году действовала церковь.
После 2-го раздела Речи Посполитой (1793 год) в составе Российской империи. Была центром одноимённого казённого поместья. В 1850 году построено новое деревянное здание Рождества Богородицкой церкви. В 1883 году в наёмном доме открыта школа, а в 1864 году для неё построено собственное здание. Согласно переписи 1897 года находилась церковь. В 1908 году в Рудобельской волости Бобруйского уезда Минской губернии.
15 ноября 1920 года освобождена от польских оккупантов. С 20 августа 1924 года до 5 сентября 1929 года центр Грабьёвского сельсовета Озаричского района Мозырского округа. В 1930 году организован колхоз «Культура», работали 2 ветряные мельницы и кузница. Во время Великой Отечественной войны немецкие оккупанты создали в деревне гарнизон, разгромленный партизанами 29 мая 1943 года. 49 жителей погибли на фронте. Согласно переписи 1959 года в составе колхоза имени С. М. Кирова (центр — деревня Ломовичи).

## Население

### Численность
- 2004 год — 38 хозяйств, 138 жителей.

### Динамика
- 1750 год — 19 дворов.
- 1857 год — 141 житель.
- 1885 год — 26 дворов, 216 жителей.
- 1897 год — 40 дворов, 280 жителей (согласно переписи).
- 1908 год — 58 дворов, 463 жителя.
- 1916 год — 73 двора.
- 1959 год — 363 жителя (согласно переписи).
- 2004 год — 38 хозяйств, 138 жителей.

## Известные уроженцы
- В. И. Шолодонов — заслуженный юрист Беларуси.